# Livingston (Tennessee)
Livingston é uma cidade  localizada no estado norte-americano de Tennessee, no Condado de Overton.

## Demografia
Segundo o censo norte-americano de 2000, a sua população era de 3498 habitantes.
Em 2006, foi estimada uma população de 3517, um aumento de 19 (0.5%).

## Geografia
De acordo com o United States Census Bureau tem uma área de
13,4 km², dos quais 13,3 km² cobertos por terra e 0,1 km² cobertos por água. Livingston localiza-se a aproximadamente 332 m acima do nível do mar.

## Localidades na vizinhança
O diagrama seguinte representa as localidades num raio de 32 km ao redor de Livingston.